# Epsilon Corvi
Epsilon Corvi (ε Crv) – gwiazda w gwiazdozbiorze Kruka, odległa od Słońca o około 318 lat świetlnych.

## Nazwa
Gwiazda ma tradycyjną nazwę Minkar, wywodzącą się od arabskiego ‏منقار‎ minqār, „dziób” (Kruka).

## Charakterystyka
Jest to czwarta co do jasności gwiazda w konstelacji, jej obserwowana wielkość gwiazdowa to 3,02m, a wielkość absolutna jest równa −1,92m.
Jest to pomarańczowy olbrzym należący do typu widmowego K2. Jego temperatura to około 4230 K, po uwzględnieniu emisji w podczerwieni gwiazda wypromieniowuje 930 razy więcej energii niż Słońce. Ma ona promień 57 razy większy niż Słońce i masę około czterokrotnie większą. Nie jest pewne, na jakim etapie ewolucji znajduje się ta gwiazda. Uformowała się 165–190 milionów lat temu jako znacznie gorętsza przedstawicielka typu widmowego B5, a w przyszłości zakończy życie odrzuciwszy otoczkę, jako biały karzeł o masie około 0,8 M☉.